# Aubusson, Creuse
Aubusson este o comună în departamentul Creuse din centrul Franței. În 2009 avea o populație de 3.972 de locuitori.

## Evoluția populației
| An        | 1975  | 1982  | 1990  | 1999  | 2006  | 2009  |
| --------- | ----- | ----- | ----- | ----- | ----- | ----- |
| Populație | 6.227 | 5.710 | 5.097 | 4.662 | 4.239 | 3.972 |